# Casigua
Casigua ist ein Dorf und Parroquia des Bezirks Mauroa im Bundesstaat Falcón in Venezuela. Es wurde im Jahr 1726 von den Spaniern gegründet.
Casigua liegt am Golf von Venezuela. Es ist durch eine Straße mit der Nationalstraße 3 verbunden, die nach Coro bzw. Maracaibo fährt. Das Dorf hat eine sehr gut erhaltene Kolonialkirche, die Iglesia de Nuestra Señora del Rosario.

## Politik
Im Jahr 2010 bekam die PSUV 71,27 % der Stimmen gegen 28,01 % für die Opposition.